# Kenyonia
Kenyonia is een geslacht van weekdieren uit de klasse van de Gastropoda (slakken).

## Soort
- Kenyonia pulcherrima Brazier, 1896